# Embothrium coccineum
Embothrium coccineum là một loài thực vật có hoa trong họ Quắn hoa. Loài này được J.R.Forst. & G.Forst. miêu tả khoa học đầu tiên năm 1775.